# 尖吻低额蚤
尖吻低额蚤（学名：Simocephalus acutirostratus）为蚤科低额蚤属的动物。分布于印度尼西亚、南非、新南威尔士以及中国大陆的云南等地，属于嗜暖性物种。其多生活于小池塘或湖泊沿岸区。